# Chrysis auriceps
Chrysis auriceps es una especie de avispa del género Chrysis, familia Chrysididae. Fue descrita por Mader en 1936. Se encuentra en Bulgaria, Croacia, España, Hungría, Italia, Macedonia del Norte, Portugal, Rumania, Rusia y Ucrania.